# Turdus philomelos

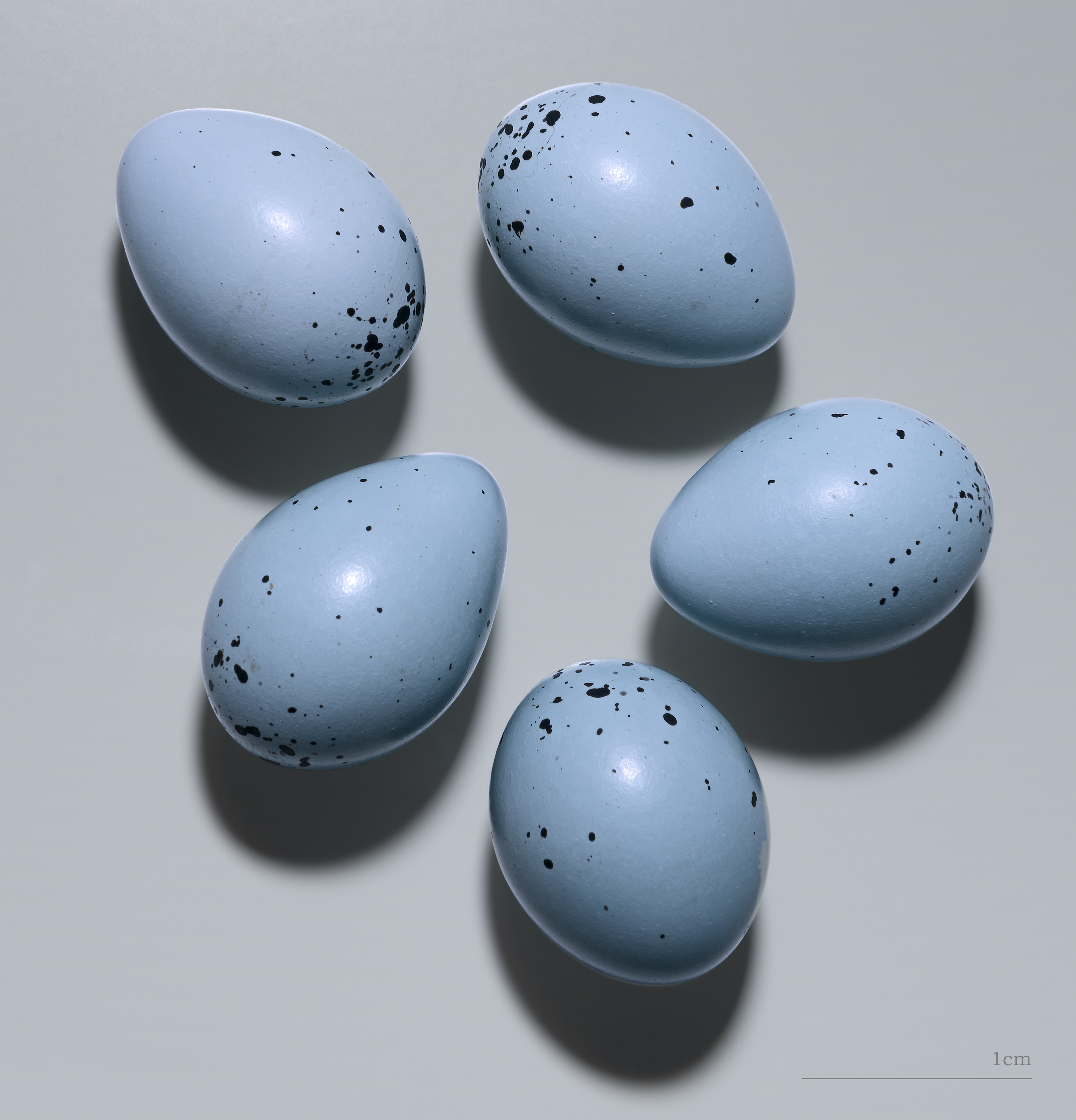
Turdus philomelos

Turdus philomelos là một loài chim trong họ Turdidae.
Loài này sinh sản ở lục địa Á-Âu, ở trong rừng, vườn và công viên. Chúng di cư một phần với nhiều con trú đông ở Nam Âu, bắc châu Phi và Trung Đông. Nó cũng được nhập nội vào New Zealand và Úc. Dù không bị đe dọa trên toàn cầu nhưng đã có sự sụt giảm đáng kể số lượng ở một số nơi tại châu Âu. Chúng bị các loài ký sinh bám vào mình, chúng bị săn bắt bởi các loài mèo, chim săn mồi.